# 神秘の森〜ピブロック組曲
『神秘の森〜ピブロック組曲』（原題：Songs from the Wood）は、イギリスのプログレッシブ・ロック・バンド、ジェスロ・タルが1977年に発表した10作目のスタジオ・アルバム。

## 背景
音楽的にはフォークロック色が強まった作品で、後の『逞しい馬』（1978年）、『ストームウォッチ〜北海油田の謎』（1979年）と合わせてバンドの「フォークロック三部作」と位置付けられている。ただし、バンドの中心人物イアン・アンダーソンは後年「純正フォークとして信頼されているフェアポート・コンヴェンションやスティーライ・スパンその他の、1970年代トラディショナル・フォーク・シーンにおける忠誠心のある面々の真似をしたのではない」「店先にプログレッシブ・ロックとして陳列された商品のショーウィンドウに、フォーク的な飾り付けをした」とコメントしている。なお、アンダーソンは本作を自信作の一つとして挙げているが、リリース当時は「初期パンクに代表されるように、ロックがより根源的になっていった時代、音楽的かつ美的なスタイルは疎外されつつあったから、明白なフォーク色を打ち出すと、失敗に終わるのではないかとも思った」と不安を抱いたという。
「緑のジャック」は、全パートともアンダーソン一人の多重録音による曲である。「至高の鐘」は冬至を題材とした曲で、アンダーソンによれば「ポップ・ソングとまではいかなくても、少なくともラジオでオンエアされて、シングル・チャートにちょっとした足跡を残せる曲を狙って書いた」数少ない曲の一つだという。

## 反響
本作からの先行シングル「至高の鐘」は全英シングルチャートで28位に達し、自身5年ぶりの全英トップ100シングルとなった。そして、本作は全英アルバムチャートで12週トップ100入りし、最高13位を記録した。
アメリカでは本作がBillboard 200で8位に達して自身7作目の全米トップ10アルバムとなり、本作からのシングル「森の笛吹き」は総合シングル・チャートのBillboard Hot 100で59位に達した。

## 評価
Bruce Ederはオールミュージックにおいて5点満点中4点を付け「このグループの、フォーク色が強い曲を好んできた人々にとっては、特別な御馳走である」「グループがこれほど、アコースティック・フォークとハードロックの入念なバランスの取れたサウンドを指向したことはなかった」と評している。和久井光司は2003年、本作の再発盤のライナーノーツで「"ロックンロールにゃ老だけど死ぬにはチョイと若すぎる"と言い放ったアンダーソンが、この時期に英国人ならではのルーツ回帰を果たし、"大人が聴くに値するロック"を作り上げた意味は大きい」と評した。また、Eduardo Rivadaviaは2016年、Ultimate Classic Rockの企画「ジェスロ・タルのアルバム・ランキング」において本作を『アクアラング』（1971年）、『ジェラルドの汚れなき世界』（1972年）に次ぐ3位に挙げ「ジェスロ・タルは牧歌的なテーマと原生林に回帰した」と評した。

## 収録曲
全曲ともイアン・アンダーソン作。
1. 大いなる森 "Songs from the Wood" – 4:55
2. 緑のジャック "Jack-in-the-Green" – 2:31
3. カップ一杯の不思議〜クリムゾン・ワンダー "Cup of Wonder" – 4:33
4. 女狩人 "Hunting Girl" – 5:12
5. 至高の鐘 "Ring Out, Solstice Bells" – 3:47
6. 優しい緑 "Velvet Green" – 6:04
7. 森の笛吹き "The Whistler" – 3:30
8. ピブロック組曲 "Pibroch (Cap in Hand)" – 8:35
9. 真夜中の灯 "Fire at Midnight" – 2:33

### 2003年リマスターCDボーナス・トラック
1. ベルテイン "Beltane" – 5:19
2. 優しい緑（ライヴ） "Velvet Green (Live)" – 5:53

## 参加ミュージシャン
- イアン・アンダーソン - ボーカル、フルート、アコースティック・ギター、マンドリン、ホイッスル他
- マーティン・バー[注釈 1] - エレクトリック・ギター、リュート
- ジョン・エヴァン - ピアノ、シンセサイザー、オルガン
- ジョン・グラスコック - ベース、バッキング・ボーカル
- バリモア・バーロウ - ドラムス、マリンバ、グロッケンシュピール、ベル、パーカッション
- デヴィッド・パーマー - ピアノ、シンセサイザー、オルガン他